# Bridget Fonda
Bridget Jane Fonda (Los Angeles, 27 de Janeiro de 1964) é uma ex-atriz estadunidense. É conhecida por seus papéis em The Godfather Part III (1990), Single White Female (1992), Singles (1992), Point of No Return (1993), It Could Happen to You (1994), City Hall (1996), Jackie Brown (1997), A Simple Plan (1998), Lake Placid (1999) e Kiss of the Dragon (2001). Foi indicada ao Globo de Ouro de Melhor Atriz Coadjuvante por seu papel como Mandy Rice-Davies em Scandal (1989), e recebeu indicações ao Emmy e ao Globo de Ouro pelos telefilmes In the Gloaming (1997) e No Ordinary Baby (2001), respectivamente. Fonda se aposentou da atuação em 2002.
Ela é filha de Peter Fonda, sobrinha de Jane Fonda e neta de Henry Fonda. É casada com o compositor Danny Elfman, com quem tem um filho.

## Biografia
Bridget nasceu na cidade de Los Angeles, Califórnia, em 1964 em uma família de atores. Seu avô foi Henry Fonda, o pai foi Peter Fonda e sua tia a atriz Jane Fonda. Sua mãe, Susan Jane Brewer, era figurinista e além de Bridget também teve um filho, Justin Fonda. Sua avó pelo lado materno, Mary Sweet, era esposa do empresário Noah Dietrich.
Peter e Susan se divorciaram em 1974 e Peter se casou com Portia Rebecca Crockett, ex-esposa do ator Thomas McGuane. Peter e Portia criaram Bridget, seu primo Justin e seu irmão postiço Thomas McGuane Jr., tanto em Los Angeles quanto em Livingston, Montana.

## Carreira
Apesar de vir de uma família de atores, seu desejo pela atuação aflorou tarde. Seu interesse pelo teatro surgiu depois de uma montagem de Harvey na escola e em seguida estudou atuação e drama no Lee Strasberg Theatre Institute, uma instituição vinculada à Universidade de Nova Iorque. Bridget formou-se em 1986.
Sua estreia nas telas foi no filme Easy Rider (1969), fazendo uma ponta não creditada como a criança hippie que os personagens de Peter Fonda e Dennis Hopper visitam em sua viagem pelas estradas dos Estados Unidos. Seu segundo papel, novamente sem falas e sem créditos, foi na comédia Partners (1982). Em 1988, conseguiu seu primeiro papel de destaque, no filme Scandal e, no mesmo ano, atuou em You Can't Hurry Love.
Seu papel em The Godfather Part III chamou a atenção da mídia, ainda que pequeno. Após ganhar experiência em algumas peças de teatro, foi escalada para o papel de protagonista em Single White Female, seguido pela comédia Singles, os dois longas lançados em 1992.
Em 1993, estreou em Point of No Return, versão hollywoodiana do clássico francês Nikita. Uma crítica na The New Yorker citou sua "assertividade excitante e provocadora". Em 1997, ela estava no mesmo voo que Quentin Tarantino quando ele lhe ofereceu o papel de Melanie em Jackie Brown. Ela estrelou Lake Placid (1999), e foi-lhe oferecido o papel de protagonista na famosa série de TV, Ally McBeal, que Bridget recusou para se concentrar na carreira do cinema.
Em 2001, atuou ao lado de Jet Li no filme de ação Kiss of the Dragon. Seu último papel no cinema foi no filme The Whole Shebang, de 2001. Seu último papel na carreira foi o papel-título no telefilme Snow Queen em 2002, e ela não apareceu mais nas telas desde então.
Sua última aparição pública foi em 2009, durante a premiere de Inglourious Basterds.

## Vida pessoal
Em 1986, Bridget conheceu o ator Eric Stoltz e começaram a namorar em 1990. O relacionamento terminou 8 anos depois.
Em 27 de fevereiro de 2003, Bridget sofreu um grave acidente de carro em Los Angeles, que quebrou uma vértebra da coluna. Em março do mesmo ano, ela noivou com o cantor, ex-vocalista do Oingo Boingo e compositor e produtor musical Danny Elfman, com quem se casou em novembro de 2003. O casal teve um filho em 2005, chamado Oliver.
Após seu noivado com Elfman, Fonda deixou de atuar e se concentrou na vida familiar.

## Filmografia

### Cinema
| Ano  | Título                        | Personagem                                 | Notas                              |
| ---- | ----------------------------- | ------------------------------------------ | ---------------------------------- |
| 1969 | Easy Rider                    | Criança na comunidade                      | Não-creditada                      |
| 1987 | Aria                          | Amante                                     | Segmento: "Liebestod"              |
| 1988 | You Can't Hurry Love          | Peggy Kellogg                              |                                    |
| 1988 | Gandahar                      | Head / Historian                           | Voz; Dublagem na versão em inglês  |
| 1989 | Scandal                       | Mandy Rice-Davies                          |                                    |
| 1989 | Shag                          | Melaina                                    |                                    |
| 1989 | Strapless                     | Amy Hempel                                 |                                    |
| 1990 | Frankenstein Unbound          | Mary Wollstonecraft Godwin                 |                                    |
| 1990 | The Godfather Part III        | Grace Hamilton                             |                                    |
| 1991 | Iron Maze                     | Chris Sugita                               |                                    |
| 1991 | Drop Dead Fred                | Annabella                                  | Não-creditada                      |
| 1991 | Out of the Rain               | Jo                                         |                                    |
| 1991 | Doc Hollywood                 | Nancy Lee Nicholson                        |                                    |
| 1992 | Leather Jackets               | Claudi                                     |                                    |
| 1992 | Single White Female           | Allison Jones                              |                                    |
| 1992 | Singles                       | Janet Livermore                            |                                    |
| 1992 | Army of Darkness              | Linda                                      |                                    |
| 1993 | Bodies, Rest & Motion         | Beth                                       |                                    |
| 1993 | Point of No Return            | Maggie Hayward / Claudia Anne Doran / Nina | Também conhecido como The Assassin |
| 1993 | Little Buddha                 | Lisa Conrad                                |                                    |
| 1994 | It Could Happen to You        | Yvonne Biasi                               |                                    |
| 1994 | The Road to Wellville         | Eleanor Lightbody                          |                                    |
| 1994 | Camilla                       | Freda Lopez                                |                                    |
| 1995 | Rough Magic                   | Myra Shumway                               |                                    |
| 1995 | Balto                         | Jenna                                      | Voz                                |
| 1996 | City Hall                     | Marybeth Cogan                             |                                    |
| 1996 | Grace of My Heart             | Kelly Porter                               |                                    |
| 1997 | Touch                         | Lynn Marie Faulkner                        |                                    |
| 1997 | Mr. Jealousy                  | Irene                                      |                                    |
| 1997 | Jackie Brown                  | Melanie Ralston                            |                                    |
| 1998 | Break Up                      | Jimmy Dade                                 |                                    |
| 1998 | Finding Graceland             | Ashley                                     |                                    |
| 1998 | A Simple Plan                 | Sarah Mitchell                             |                                    |
| 1999 | Lake Placid                   | Kelly Scott                                |                                    |
| 2000 | South of Heaven, West of Hell | Adalyne Dunfries                           |                                    |
| 2001 | Delivering Milo               | Elizabeth                                  |                                    |
| 2001 | Monkeybone                    | Dr. Julie McElroy                          |                                    |
| 2001 | Kiss of the Dragon            | Jessica Kamen                              |                                    |
| 2001 | The Whole Shebang             | Val Bazinni                                |                                    |

### Televisão
| Ano  | Título                                     | Personagem           | Notas                                               |
| ---- | ------------------------------------------ | -------------------- | --------------------------------------------------- |
| 1989 | Jacob Have I Loved                         | Louise Bradshaw      | Telefilme                                           |
| 1989 | 21 Jump Street                             | Molly 'Moho' Chapman | Episódio: "Blinded by the Thousand Points of Light" |
| 1997 | In the Gloaming                            | Anne                 | Telefilme                                           |
| 1998 | Bravo Profiles: The Entertainment Business | Ela mesma            | Episódio: "Late Night Talk"                         |
| 1998 | The Larry Sanders Show                     | Bridget Fonda        | Episódio: "Pilots and Pens Lost"                    |
| 2001 | Night Visions                              | Mary                 | Episódio: "The Occupant"                            |
| 2001 | No Ordinary Baby                           | Linda Sanclair       | Telefilme                                           |
| 2002 | The Chris Isaak Show                       | Stephanie Furst      | 4 episódios                                         |
| 2002 | Snow Queen                                 | Rainha da Neve       | Telefilme                                           |

## Indicações para prêmios
- 1990: Golden Globe Award de Melhor Atriz Coadjuvante por Scandal
- 1997: Primetime Emmy Award de Melhor atriz coadjuvante em minissérie ou filme por In the Gloaming
- 2002: Golden Globe Award de Melhor Performance de Atriz em Minissérie ou Filme Feito para Televisão por No Ordinary Baby (também conhecido como After Amy)